# Jürgen von Woyski

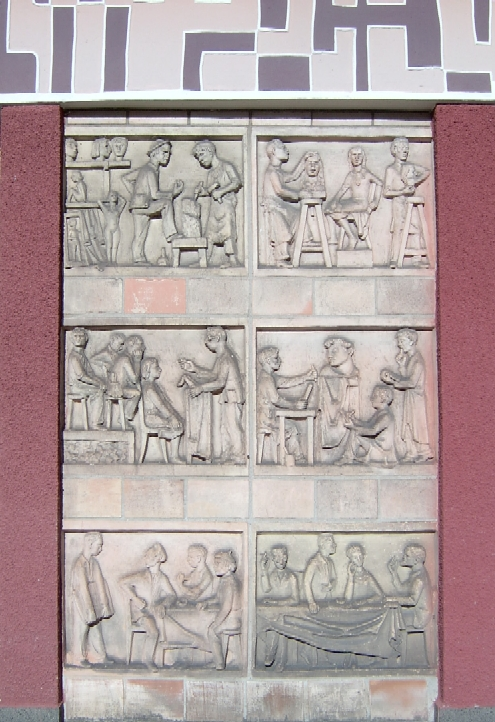
Relief am Eingang der Kunsthochschule Berlin-Weißensee

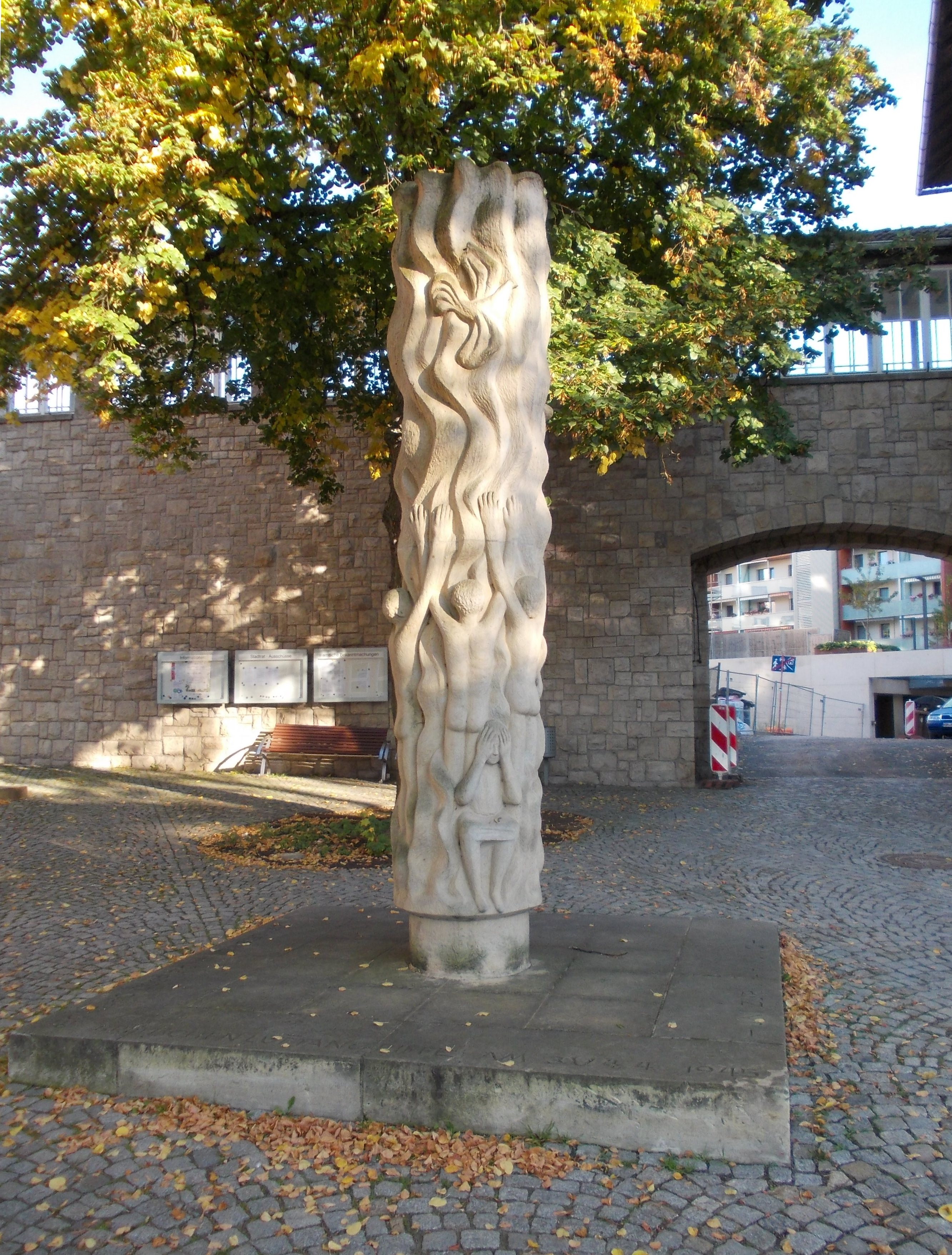
Mahnmal für die Opfer der Luftangriffe auf Nordhausen am Rathaus Nordhausen

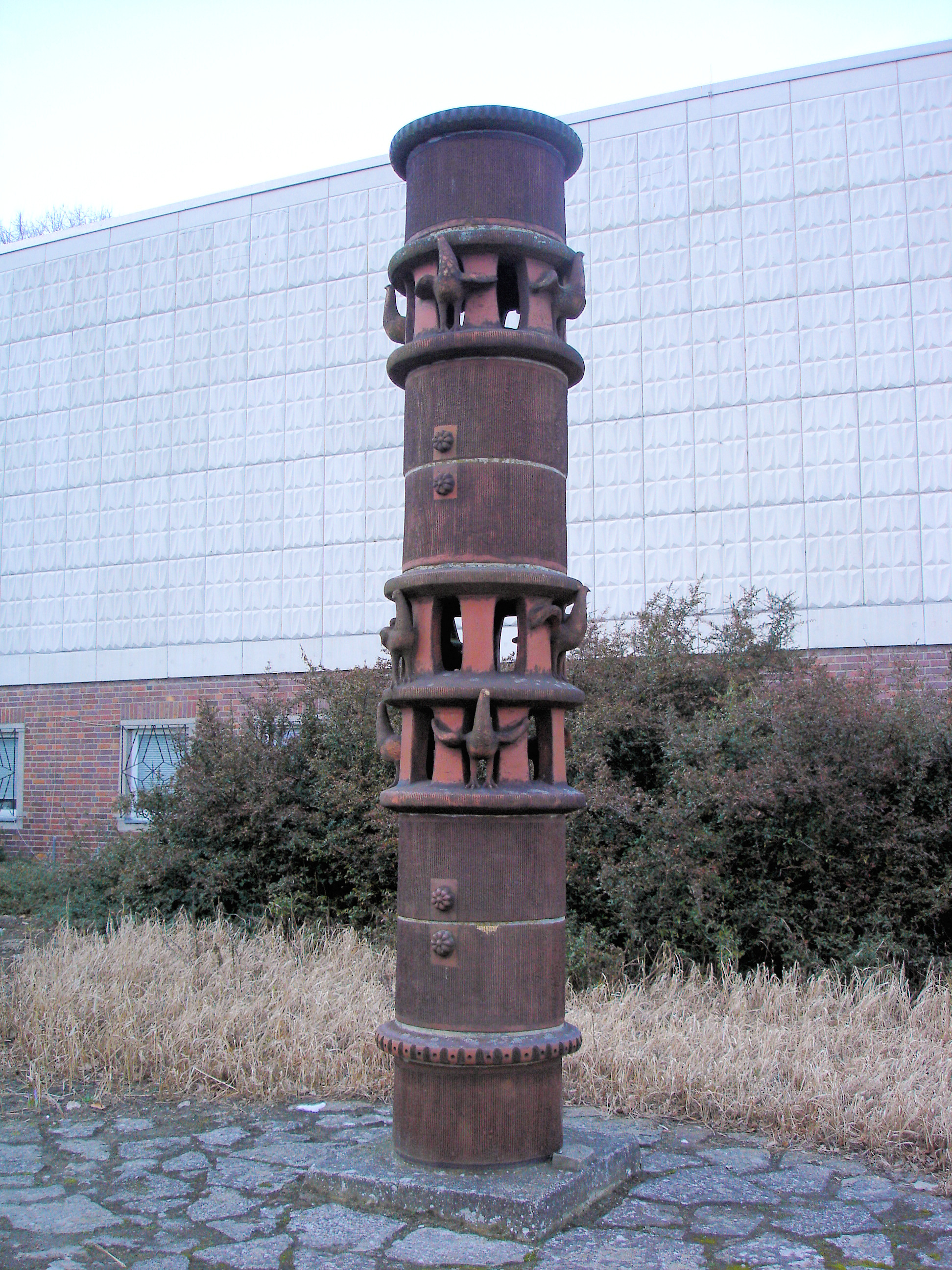
Der Taubenturm an der Kunsthalle Rostock

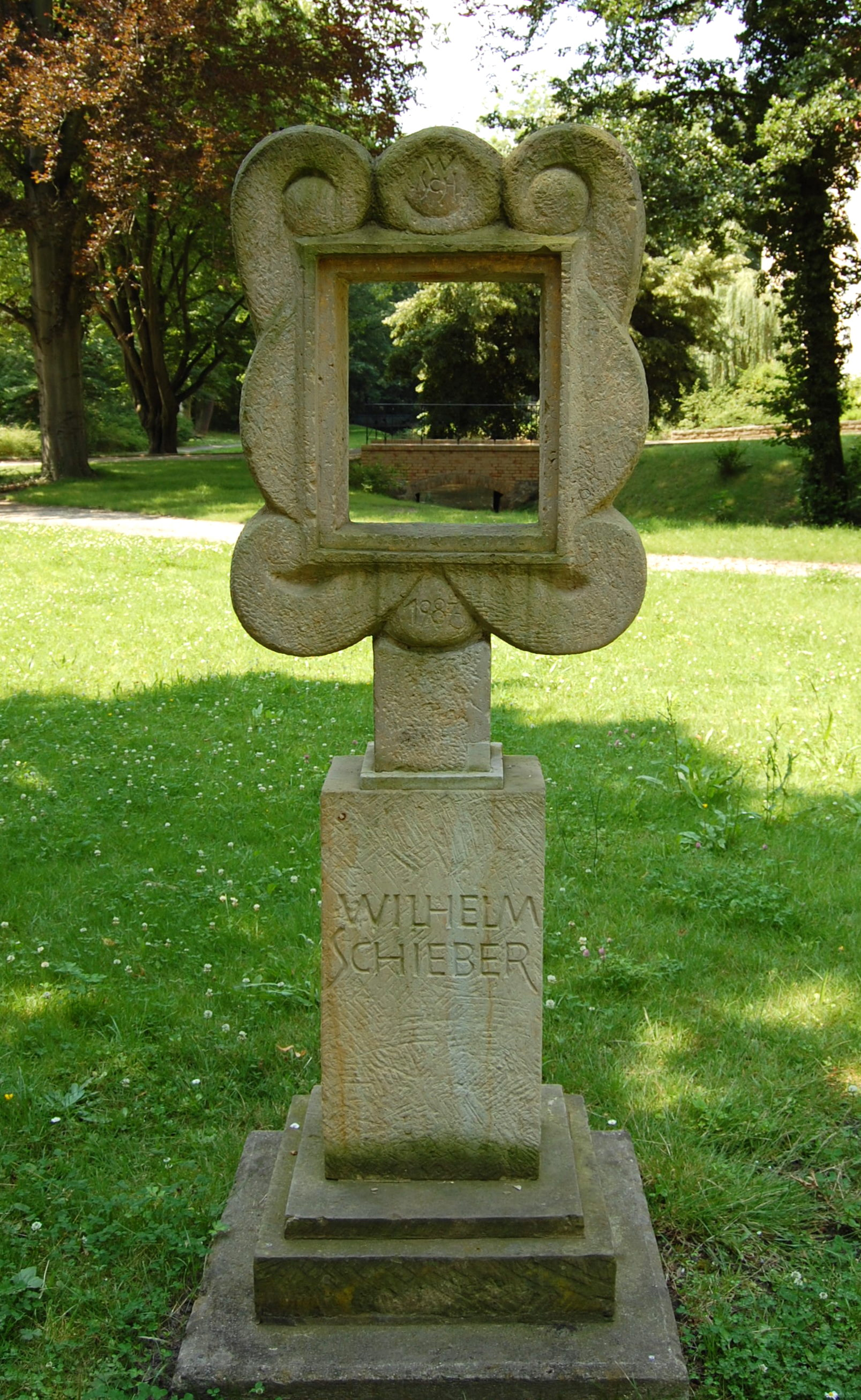
Denkmal für Wilhelm Schieber im Schlosspark von Vetschau

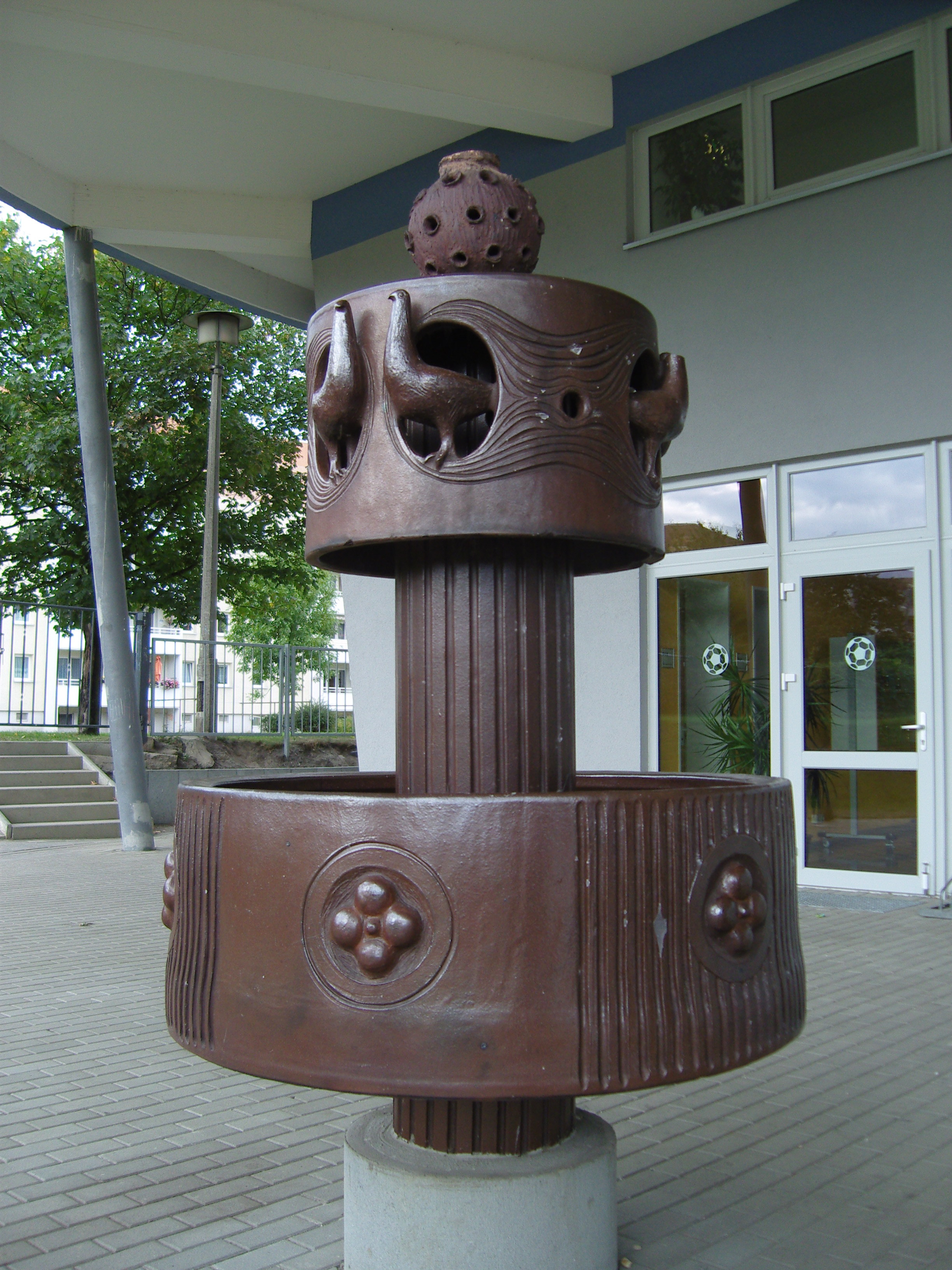
Brunnen auf dem Schulhof des Gymnasiums in Senftenberg

Jürgen von Woyski (* 23. März 1929 in Stolp; † 30. Mai 2000 in Dresden) war ein deutscher Bildhauer und Maler.

## Familie und Ausbildung
Jürgen von Woyski wuchs in Stolp und Ritzow auf und kam mit seinen Eltern sowie dem jüngeren Bruder Klaus nach dem Krieg 1947 nach Osterwieck, während der ältere Bruder, Wolfgang (1926–2007), in Bonn das Studium der evangelischen Theologie aufnahm und anschließend im Rheinland Pfarrer wurde. 1948 ging er mit seinem Bruder Klaus zum Studium nach Halle (Saale) an die Kunstschule Burg Giebichenstein. Er begann das Studium der Bildhauerei bei Gustav Weidanz, während sein Bruder das Studium der Malerei bei Charles Crodel aufnahm. 1949 nahm er an einem Werklehrerseminar in Halle an der Saale teil und wurde als Neulehrer im Schuldienst in Köthen angestellt. Ab 1952 setzte er das Kunststudium bei Fritz Koelle und Heinrich Drake an der Kunsthochschule Berlin-Weißensee, Abteilung Plastik, fort und schloss es 1955 mit dem Diplom ab.

## Künstlerisches Schaffen
1955 begann von Woyski mit keramischen Arbeiten in Marwitz und folgte 1956 dem Ruf des Stadtarchitekten von Hoyerswerda, Ferdinand Rupp, der junge Künstler aufgefordert hatte, die neu entstehende Neustadt mitzugestalten. So entstanden Kunst am Bau, Plastiken und Brunnen. Ab 1975 war von Woyski künstlerischer Leiter der Hoyerswerdaer Bildhauersymposien, bei denen internationale Künstler in Hoyerswerda Skulpturen vor allem aus Sandstein schufen. Von Woyski lebte seit 1955 45 Jahre lang in Hoyerswerda, dessen Ehrenbürger er 1998 wurde, und zog Ende 1998 zu einer Tochter nach Dresden. Seit 1969 war von Woyski Mitglied der Akademie der Künste der DDR. Er war Initiator und künstlerischer Leiter des ab 1975 zweijährlich stattfindenden Hoyerswerdaer Bildhauersymposiums. Von 1981 bis 1986 lehrte er an der Kunsthochschule Berlin-Weißensee als Leiter der Abteilung Baukeramik. 1993 bekam er eine Honorarprofessur für plastisches Gestalten an der Technischen Universität Cottbus.
Woyski hatte in der DDR und im Ausland eine bedeutende Zahl von Einzelausstellungen und Ausstellungsbeteiligungen, u. a. von 1958 bis 1988 an allen Deutschen Kunstausstellungen bzw. Kunstausstellungen der DDR in Dresden.
Werke Woyskis finden sich nicht nur in Hoyerswerda, sondern unter anderem auch in Berlin, Potsdam, Cottbus, Eisenhüttenstadt, Forst (im Rosengarten), Frankfurt (Oder), Guben, Jessen, Lübben (Spreewald), Nordhausen, Rostock, Schwedt, Senftenberg, Vetschau und Weißwasser.

## Fotografische Darstellung von Woyskis
- Klaus Morgenstern: Bildhauer Jürgen von Woyski[1]

## Werke (Auswahl)
- Relief mit Szenen aus dem Hochschulleben, 1956, am Eingang der Kunsthochschule Berlin-Weißensee
- Plastik LPG-Bauer, 1960, Zeißig (Hoyerswerda)[2]
- Figurengruppe, 1964, auf dem Gedenkplatz vor dem Krematorium der Mahn- und Gedenkstätte Mittelbau-Dora[3]
- Mahnmal für die Opfer der britischen Luftangriffe auf Nordhausen, 1969, am Rathaus von Nordhausen
- Säule Taubenturm, 1969, im Gräsergarten der Kunsthalle Rostock
- Säule der Freundschaft, 1969, in Weißwasser
- Säule Schutz des Lebens, 1970, vor dem Krankenhaus Weißwasser
- Stele Turm mit Friedenstaube, 1970, auf dem Schulhof in Gröditsch
- Brunnen auf dem Schulhof des Friedrich-Engels-Gymnasiums in Senftenberg, 1974
- Plastik Gespann, 1985, im Tierpark Weißwasser
- Gruppe Leipziger Paar, 1986, vor dem DRK-Heim in Leipzig-Grünau[4]
- Als Bilderrahmen gestaltetes Denkmal für den Maler Wilhelm Schieber im Park von Schloss Vetschau, 1987

## Kunstdiebstahl

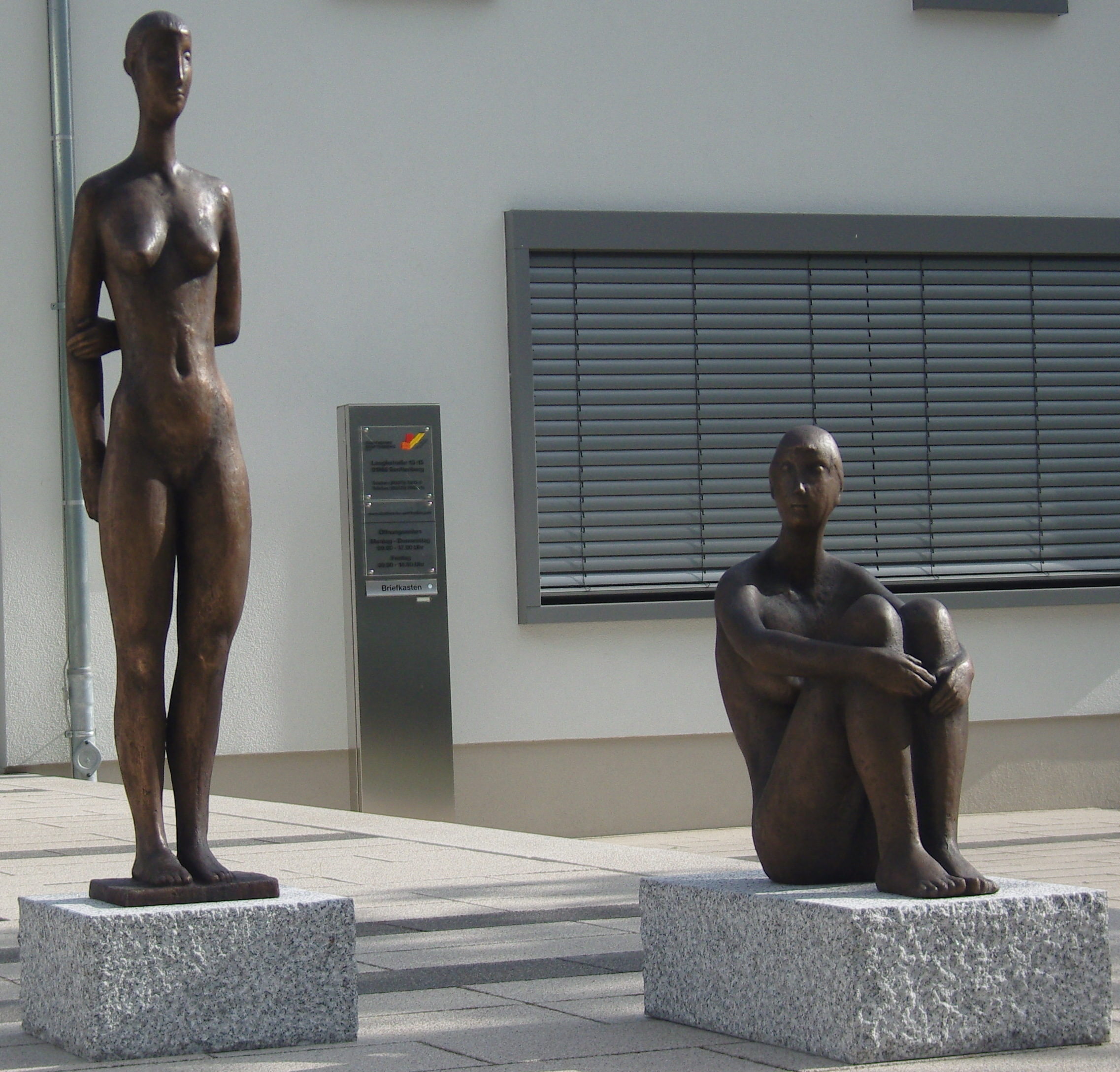
Plastiken in Senftenberg, ca. 1974 (2017 gestohlen)

Im Februar 2008 wurden in Cottbus mehrere im öffentlichen Raum aufgestellte Arbeiten des Künstlers gestohlen: das Carl-Blechen-Denkmal aus dem Carl-Blechen-Park und die Zwei Grazien aus der Stadtpromenade. Im August 2013 verschwand auch das von ihm geschaffene Liebespaar unterm Sonnenschirm aus dem Cottbuser Blechen-Park. Ende September/Anfang Oktober 2017 wurden die Plastiken Hockende und Stehende in der Laugkstraße in Senftenberg gestohlen.

## Ehrungen (Auswahl)
- 1961 und 1975: Carl-Blechen-Preis
- 1965: Kunstpreis der DDR
- 1975: Verdienstmedaille der DDR
- 1986: Hans-Grundig-Medaille
- 1987: Nationalpreis der DDR III. Klasse
- 1998: Verleihung der Ehrenbürgerschaft der Stadt Hoyerswerda
- 2005: Benennung eines Parks in der Altstadt von Hoyerswerda nach Woyski